# Vivica A. Fox
Vivica Anjanetta Fox (Indianapolis, 30 juli 1964) is een Amerikaanse actrice. Ze werd in 1997 genomineerd voor een Saturn Award voor haar bijrol in Independence Day.
Fox verhuisde na de universiteit naar Californië om actrice te worden. In het begin van haar carrière speelde ze vooral in soaps, zoals Days of Our Lives (In 1988) en The Young and the Restless (1995). In 1989 maakte Fox haar filmdebuut in Born on the Fourth of July. Naast filmrollen en soaps, heeft ze meerdere keren haar stem ingesproken voor animatiefilms.
Fox trouwde in 1998 met Christopher Harvest. Het huwelijk eindigde in 2002 in een scheiding.

## Filmografie
*Exclusief televisiefilms
- Independence Day: Resurgence (2016)
- Greencard Warriors (2013)
- Scooby-Doo! Stage Fright (2013)
- Home Run (2013)
- Trapped: Haitian Nights (2010)
- Cleopatra Smiles (2010)
- Shark City (2009)
- Hollywood & Wine (2009)
- The Slammin' Salmon (2009)
- Cover (2008)
- Private Valentine: Blonde & Dangerous (2008)
- Junkyard Dog (2009)
- Major Movie Star (2008)
- San Saba (2008)
- Unstable Fables: Tortoise vs. Hare (2008, stem)
- Three Can Play That Game (2007)
- Father of Lies (2007)
- Cover (2007)
- Motives 2 (2007)
- Kickin It Old Skool (2007)
- Natural Born Komics (2007)
- Citizen Duane (2006)
- The Hard Corps (2006)
- Getting Played (2005)
- The Salon (2005)
- Blast (2004)
- Ella Enchanted (2004)
- Motives (2004)
- Ride or Die (2003)
- Kill Bill: Vol. 1 (2003)
- Boat Trip (2002)
- Juwanna Mann (2002)
- Little Secrets (2001)
- Two Can Play That Game (2001)
- Kingdom Come (2001)
- Double Take (2001)
- Teaching Mrs. Tingle (1999)
- Idle Hands (1999)
- Why Do Fools Fall in Love (1998)
- Soul Food (1997)
- Batman & Robin (1997)
- Booty Call (1997)
- Set It Off (1996)
- Independence Day (1996)
- Don't Be a Menace to South Central While Drinking Your Juice in the Hood (1996)
- Born on the Fourth of July (1989)

## Televisieseries
*Exclusief eenmalige gastrollen
- Curb Your Enthusiasm - Loretta Black (2007, negen afleveringen)
- 1-800-Missing - FBI Agent Nicole Scott (2004-2006, 36 afleveringen)
- City of Angels - Dr. Lillian Price (2000, dertien afleveringen)
- The Hughleys - Regina (1999, drie afleveringen)
- Arsenio - Vicki Atwood (1997, zes afleveringen)
- Out All Night - Charisse Chamberlain (1992-1993, negentien afleveringen)

## Games
- Hitman: Absolution (2012)

- Bibsys: 5038480
- Biblioteca Nacional de España: XX1366560
- Bibliothèque nationale de France: cb14023306r (data)
- Gemeinsame Normdatei: 129591637
- International Standard Name Identifier: 0000 0000 7840 1526
- Library of Congress Control Number: no98034312
- MusicBrainz: 821b0ce1-dbc7-4510-be05-90047697ae8a
- Nationale Bibliotheek van Tsjechië: xx0079603
- Nationale Bibliotheek van Israël: 987007352850505171
- Nationale Bibliotheek van Polen: a0000001982452
- Système universitaire de documentation: 159340225
- Virtual International Authority File: 17421164
- WorldCat: E39PBJy8wgkjKRbr9Xp7GDTvHC